# Wiązownica (gromada w województwie kieleckim)
Wiązownica (alt. Wiązownica Kolonia) – dawna gromada, czyli najmniejsza jednostka podziału terytorialnego Polskiej Rzeczypospolitej Ludowej w latach 1954–1972.
Gromady, z gromadzkimi radami narodowymi (GRN) jako organami władzy najniższego stopnia na wsi, funkcjonowały od reformy reorganizującej administrację wiejską przeprowadzonej jesienią 1954 do momentu ich zniesienia z dniem 1 stycznia 1973, tym samym wypierając organizację gminną w latach 1954–1972.
Gromadę Wiązownica z siedzibą GRN w Wiązownicy (Kolonii) utworzono – jako jedną z 8759 gromad na obszarze Polski – w powiecie sandomierskim w woj. kieleckim, na mocy uchwały nr 13j/54 WRN w Kielcach z dnia 29 września 1954. W skład jednostki weszły obszary dotychczasowych gromad Wiązownica kolonia, Wiązownica Duża, Wiązownica i Bukowa ze zniesionej gminy Osiek w tymże powiecie. Dla gromady ustalono 15 członków gromadzkiej rady narodowej.
1 stycznia 1956 gromadę włączono do powiatu staszowskiego w tymże województwie.
31 grudnia 1961 do gromady Wiązownica przyłączono wieś i kolonię Łukawica oraz kolonie Kaczkówka Ossolińska, Chrapy i Kalugi ze zniesionej gromady Smerdyna.
Gromada przetrwała do końca 1972 roku, czyli do kolejnej reformy gminnej.